# Astomella
Astomella is een vliegengeslacht uit de familie van de spinvliegen (Acroceridae).

## Soorten
- A. cretensis Sack, 1936
- A. hispaniae Lamark, 1816